# Robert Vallery-Radot
 (septembre 2023).
Pour les articles homonymes, voir Vallery-Radot.
Marie René Robert Vallery-Radot, né à Avallon le 31 juillet 1885 et mort le 23 février 1970 à Bricquebec, est un homme de lettres et journaliste français, et, à la fin de sa vie, un religieux cistercien (trappiste). 

## Biographie
Grand ami de François Mauriac et de Georges Bernanos avant la Première Guerre mondiale, il commence par écrire de la poésie et est rédacteur en chef des Cahiers de l'amitié française. Il fait partie du groupe d'action d'art Les Loups, initié par Anatole Belval-Delahaye. De 1914 à 1918, il est mobilisé comme chef de section. En mars 1919, il est nommé rédacteur en chef de la formule hebdomadaire de L'Univers jusqu'en août.
Tout au long de la Renaissance littéraire catholique, certains des participants tentent de mettre en place un équivalent catholique de la Nouvelle Revue Française qu'André Gide et ses proches fondent en 1909 : Robert Vallery-Radot et François Mauriac dans les années 1910 avec Les Cahiers, Jacques Maritain à partir de 1925 avec la collection « Le Roseau d'Or » et, enfin, au début des années 1930 Vigile avec de nouveau Mauriac et Maritain associés à Charles Du Boston… Francis Jammes et Paul Claudel sont, dès les premiers pas de la Nouvelle Revue Française, invités à y collaborer. 
En 1910, il reçoit le prix Archon-Despérouses, en 1918 et 1925, le prix Juteau-Duvigneaux et en 1940, le prix Vitet de l’Académie française.
Tenté par le fascisme durant les années 1930, il rejoint le Parti français national-collectiviste et devient un collaborateur très régulier du journal du parti Le Pays libre. Hostile à la franc-maçonnerie (il est vice-président de l'Union antimaçonnique de France à sa fondation en 1935), il rejoint le régime de Vichy en 1940. Il assure la rédaction d'une feuille antimaçonnique, intitulée Documents maçonniques (1941-1944) avec Bernard Faÿ et Jean Marquès-Rivière. Il reçoit la Francisque. 
À la fin de la Seconde Guerre mondiale, attiré par la vie monastique et veuf depuis 1940, il rentre à l'abbaye cistercienne de Bricquebec où il prend comme nom de religion frère Irénée. 
Condamné par contumace à la réclusion perpétuelle en janvier 1947, il se réfugie en Espagne à l'abbaye Santa María de la Oliva où il prononce sa profession temporaire le 19 mars 1950. Il rentre volontairement en France en 1952 et demande à être jugé. Il est acquitté par le tribunal militaire grâce aux témoignages de plusieurs personnalités telles que Louis Pasteur Vallery-Radot, Georges Bernanos, François Mauriac, Pierre de Bénouville ou encore le prince François-Xavier de Bourbon-Parme,.
Ordonné prêtre le 5 août 1953 à Bricquebec, il se consacre à l'écriture d'ouvrages sur Bernard de Clairvaux, dont un couronné en 1964 par le prix Véga et Lods de Wegmann, et d'une biographie de Dom Vital Lehodey. 
Cousin germain du professeur Louis Pasteur Vallery-Radot, de l'Académie française et membre du Conseil constitutionnel, il est le père de Marie Vallery-Radot (madame Max Brusset), le grand-père de Jacqueline de Roux et l'arrière grand-père de Pierre-Guillaume de Roux (1963-2021), éditeur.

## Publications
- Les Grains de myrrhe. Les Chants de Chryseis. Les Dents du Sylvain. Au seuil de la demeure  (1904-1906), poèmes, Paris, E. Sansot, 1907.
- « In Memoriam », poème, Paris, Plon-Nourrit, 1908.
- L'Eau du puits, poèmes, Paris, Plon, 1909.
- Leur Royaume, roman, Librairie Plon (1910) (trad. italienne : Il loro regno, Firenze, A. Salani Editore, 1930).
- L'Homme de désir, Paris, Plon-Nourrit, (1913)
- Anthologie de la Poésie catholique de Villon jusqu'à nos jours, Paris, G. Crès, 1916 (nouvelle éd. : Paris, Les Œuvres représentatives, 1933).
- Le Réveil de l'esprit, Paris, Perrin et Cie, 1917, prix Juteau-Duvigneaux de l’Académie française en 1918.
- L'Homme de douleur, Paris, G. Crès, 1918 (nouvelle éd. : Paris, Les Œuvres représentatives, 1932).
- Devant les idoles, Paris, Perrin, 1921.
- La terre de vision, Paris, Perrin, 1924, prix Juteau-Duvigneaux de l’Académie française en 1925.
- La Clé du festin, Paris, Bloud et Gay, 1925.
- Lamennais ou Le prêtre malgré lui, Paris, Plon et Nourrit, 1931.
- Le Secret de la nuit, Paris, éditions Saint-Michel, 1931.
- Le Temps de la colère, Paris, B. Grasset, 1932 (à la mémoire d'Augustin Cochin).
- Dictature de la maçonnerie, Paris, B. Grasset, 1934 ; 1935 (trad. allemande : Herrschaft der Loge : Ausbreitung, Macht. Zerfall, Einsiedeln, Benziger, 1935 ; trad. espagnole : Dictadura de la masoneria, Buenos Aires, Ediciones Sintesis, 1975).
- Les Furieux de la paix, de Wilson à Eden, Paris, B. Grasset, 1936.
- Israël et nous, Paris, B. Grasset, 1940.
- La Franc-maçonnerie vous parle, Paris, les petits-fils de Plon et Nourrit, 1941.
- La dictature maçonnique contre la France,  Paris, Agenda de la France nouvelle, 1941, p. 68-70.
- Pourquoi le problème juif s'est posé,  Paris, Agenda de la France nouvelle, 1941, p. 81-83.
- Comment la France a rempli sa mission colonisatrice,  Paris, Agenda de la France nouvelle, 1941, p. 84-89.
- Sources d'une doctrine nationale, de Joseph de Maistre à Charles Péguy, Paris, Sequana, 1942.
- La Hongrie, royaume de saint Étienne, conférence du 23 mai 1939, faite en la salle des Centraux, Paris, édité par la Ligue « Le Franc-catholique », (1943)
- La Paix maçonnique de 1919, conférence prononcée au Théâtre des Ambassadeurs à Paris, le 5 avril 1943, Paris, Cahiers des Documents maçonniques, 1943.
- La Mission de Dom Vital Lehodey, Paris, Éditions du Cerf, 1956.
- La muse qui est la grâce. Souvenirs d’un ami, La Revue du Bas Poitou, n°3, mai-juin 1959, p. 156-199.
- Melleray et son mystère, Nantes, édité par l'Abbaye de Melleray, 1964.
- Bernard de Fontaines, abbé de Clairvaux, ou les Noces de la Grâce et de la Nature. Les années de formation (1090-1130), Tournai, Desclée, 1963.
- Bernard de Fontaines, abbé de Clairvaux. Le Prophète de l'Occident (1130-1153), Tournai, Desclée, 1968.

## Décorations
- Chevalier de la Légion d'honneur (25 décembre 1935)
- Croix de guerre 1914–1918